# Pemuncak
Pemuncak is een bestuurslaag in het regentschap Sarolangun van de provincie Jambi, Indonesië. Pemuncak telt 1210 inwoners (volkstelling 2010).